# Cteniscus nigrocephalus
Cteniscus nigrocephalus är en stekelart som först beskrevs av Davis 1897.  Cteniscus nigrocephalus ingår i släktet Cteniscus och familjen brokparasitsteklar. Inga underarter finns listade i Catalogue of Life.